# Spielzeugeisenbahn

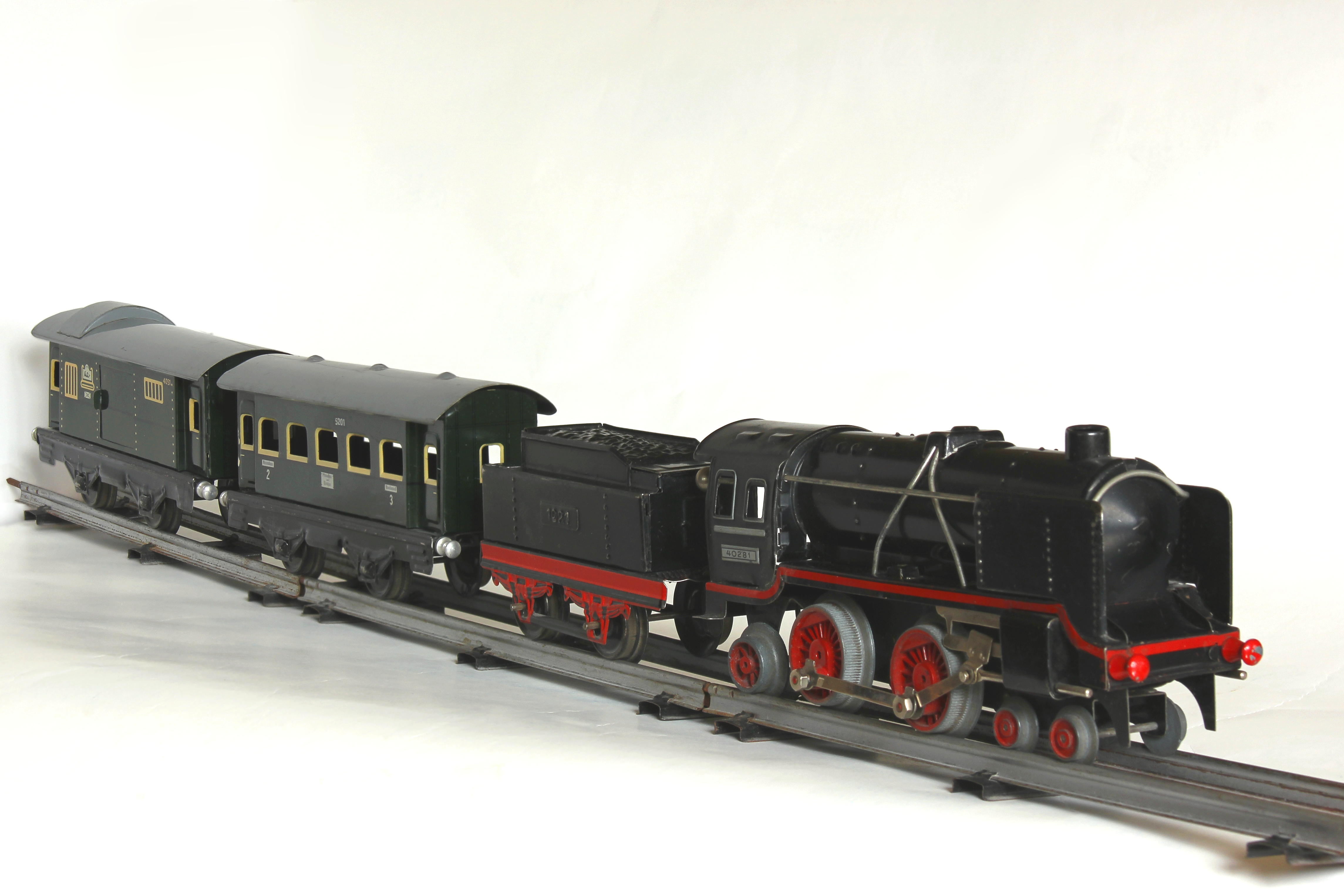
Spielzeugeisenbahnzug von Distler mit Uhrwerk, Spur 0, um 1950

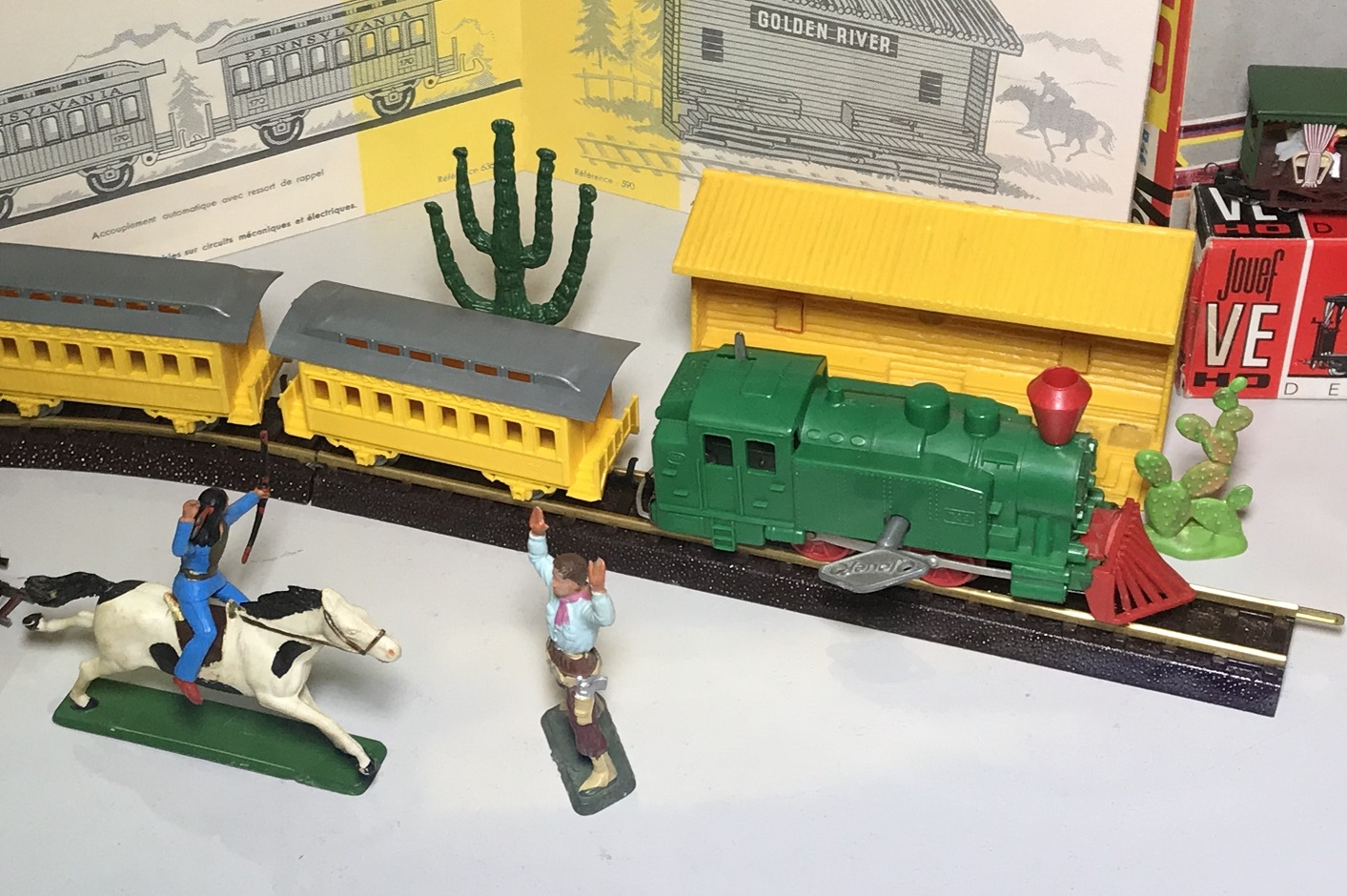
Spielzeugeisenbahnzug von Jouef mit Uhrwerkantrieb auf Böschungsbettungsgleis, Spur H0, zweite Hälfte 1950er Jahre

Im Gegensatz zur Modelleisenbahn wird bei der Spielzeugeisenbahn bei der Nachahmung des Vorbildes der Spielwert stärker beachtet als die Maßstab- und Detailtreue. Der Übergang von der Spielzeugeisenbahn zur Modelleisenbahn ist nicht streng, sondern fließend und mit der Zeit veränderlich.
Spielzeugeisenbahnen unterscheiden sich von den Modelleisenbahnen grundsätzlich wie folgt:
- Sie sind vielfach eine nicht maßstabsgetreue Nachahmung eines Vorbildes.
- Sie sind primär Spielzeug für Kinder.
- Modelleisenbahnen aus der Anfangszeit (Blecheisenbahnen, Tinplate) können heute und wurden damals zu den Spielzeugeisenbahnen oder technischen Spielzeugen gezählt. Die frühe Modelleisenbahn diente Spiel- oder Lernzwecken. Das Vorbild wurde unter den damals gegebenen technischen Möglichkeiten möglichst gut nachgeahmt. Eine exakte Maßstäblichkeit stand nicht im Vordergrund.

In der heutigen Zeit könnten auch Modelleisenbahnen als Spielzeugeisenbahn bezeichnet werden, wenn sie nicht strikt maßstäblich oder detailliert gefertigt sind, um kindgerecht robuster oder auch nur kostengünstiger herstellbar zu sein. Traditionell zeigt sich dies in verkürzten und vereinfachten Fahrzeugen, wie sie in den Programmen vieler Modelleisenbahnhersteller zu finden sind und beispielsweise unter dem Begriff Hobby kostengünstig angeboten werden.

## Holzeisenbahnen
Spielzeugeisenbahnen, deren Fahrzeuge überwiegend aus Holz gebaut sind, werden als Holzeisenbahn bezeichnet. Häufig sind die Achsen der Radsätze aus Eisen. Kupplungen können auf Permanentmagneten basieren.
Holzeisenbahnen können mit der Hand geführt auf Tisch, Tischtuch, Zimmerboden oder Teppich rollen.
Als Gleis kann ein Fahrweg aus Holz dienen, dessen koppelbare Stücke ein Paar Rillen im Abstand der Spurweite aufweisen. Das Gleis von Brio ist Quasistandard und misst im Querschnitt 40 mm Breite und 11 mm Höhe. In 25 mm Mittenabstand voneinander sind parallel zwei Nuten eingefräst. Das Profil dieser Rillen, die die Räder leiten, ist rechteckig, 2,6 mm tief, 5 mm weit und oben abgerundet. Das gerade Gleisstück ist 216 mm lang. An einem Ende steht die Koppellasche 18 mm vor, sie ist an der Basis 6 mm schmal und baucht sich auf einen Kreis mit 11 mm Durchmesser aus. Die Aufnahme am anderen Ende bietet ausreichend Spiel für leichtes Zusammenfügen und etwas Beweglichkeit. Wenn ein Kurvengleis an beiden Oberflächen ein Rillenpaar aufweist, lässt sich durch Stürzen sowohl als Links- als auch als Rechtsbogen verwenden – betrachtet in Richtung der Lasche.
Die Fahrzeugmodelle haben abstrakte, kindgerechte Formen. Ursprünglich als reines Schiebespielzeug gedacht, gibt es auch Modelle mit batterieelektromotorischem Antrieb und mit Fernsteuerung. Wegen ihrer Robustheit und der schnellen Auf- und Abbaumöglichkeit gehört die Holzeisenbahn seit Jahrzehnten mit zu den begehrtesten Spielzeugen.

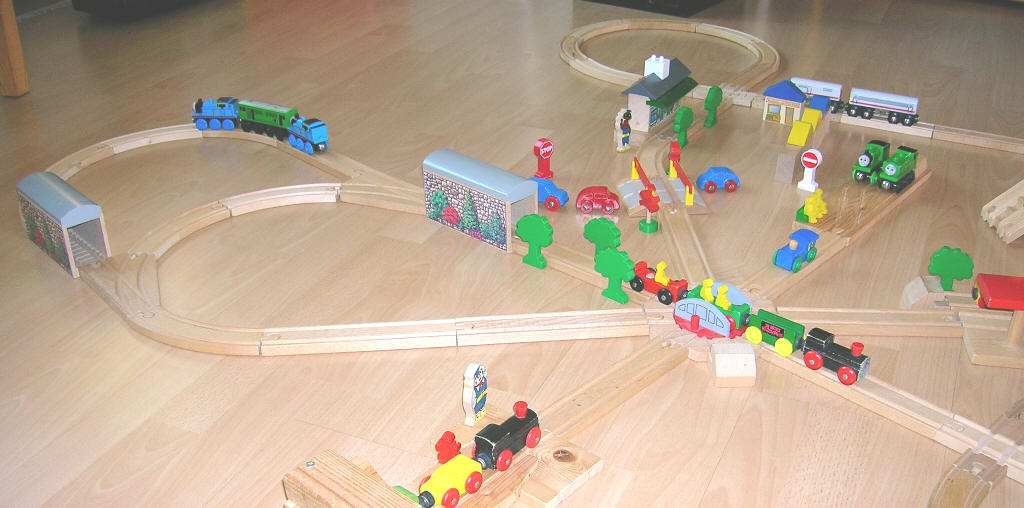
Holzeisenbahn mit Teilen verschiedener Hersteller

### Marken und Übernahmen
Ein umfangreiches Sortiment bietet zum Beispiel der schwedische Hersteller Brio, zu dessen Popularität nicht zuletzt die „Modelle“ aus der Fernsehserie Bob der Baumeister beitragen. Die Dominanz der Brio-Produkte hat dazu geführt, dass die Mitbewerber diesen Quasi-Standard übernommen haben, sodass Fahrwege und Fahrzeuge in der Regel zueinander passen. Oft wird mit Hinweisen wie „passt auch zu Brio“ geworben.
Mit „Modellen“ aus der Fernsehserie Thomas die kleine Lokomotive von Learning Curve Toys eroberte sich ein weiterer Hersteller längerfristig Marktanteile in Deutschland, die seit Längerem zwischen den beiden großen Anbietern Brio und Eichhorn sowie dem kleineren HEROS aufgeteilt waren. Weitere Anbieter neben Brio, Eichhorn (1998 Konkurs und von der Simba-Dickie-Group übernommen) und Heros (2010 insolvent und von der Simba-Dickie-Group übernommen) sind Bino, Spielmaus (Hausmarke von Vedes), Remus (2002 insolvent), elile oder Bob der Bär (Hausmarken von Kaufhof), Babalu (Hausmarke von Karstadt), The Toy Company, TopyTop, HSB – Hartung Spiele Berlin (XTOYS), tåg – Lillabo (Hausmarke von IKEA), Universe of Imagination (Hausmarke von Toys'R'Us) und Mentari Massen Toys. Spätestens 2009 (Spiel & Idee) verstärkten Beebo und Funtoys ihr Angebot von preiswerteren Produkten und nutzten so die Schwächephasen von Brio und Heros um sich zu positionieren. Brio gelang es erst in der zweiten Jahreshälfte 2010 sein komplett neues Sortiment in Deutschland flächendeckend zu präsentieren.
Die Euro-Play Toys GmbH lieferte für kurze Zeit eine wohl in China hergestellte, nach den Illustrationen von Franz Josef Tripp für die Kinderbücher von Michael Ende gestaltete „Jim Knopf’s Holzeisenbahn“ für den deutschen Markt. Im Jahr 2000 begann Brio jedoch „Jim Knopf Modelle“ herauszubringen, die sich an der neuen Zeichentrickserie orientierten.
In den USA gibt es auch noch T.C.Timber (von Haba aus Deutschland 1980 aufgekauft), die möglicherweise 1937 als erste das heutige System auf den Markt brachten, Maxim, Whittle Shortline Railroad, Maple Landmark und viele weitere zum Teil sehr kleine Unternehmen. In Großbritannien bietet Bigjigs ein größeres Sortiment an.

## Blecheisenbahnen (Tinplate Trains, Tinplate Eisenbahnen)

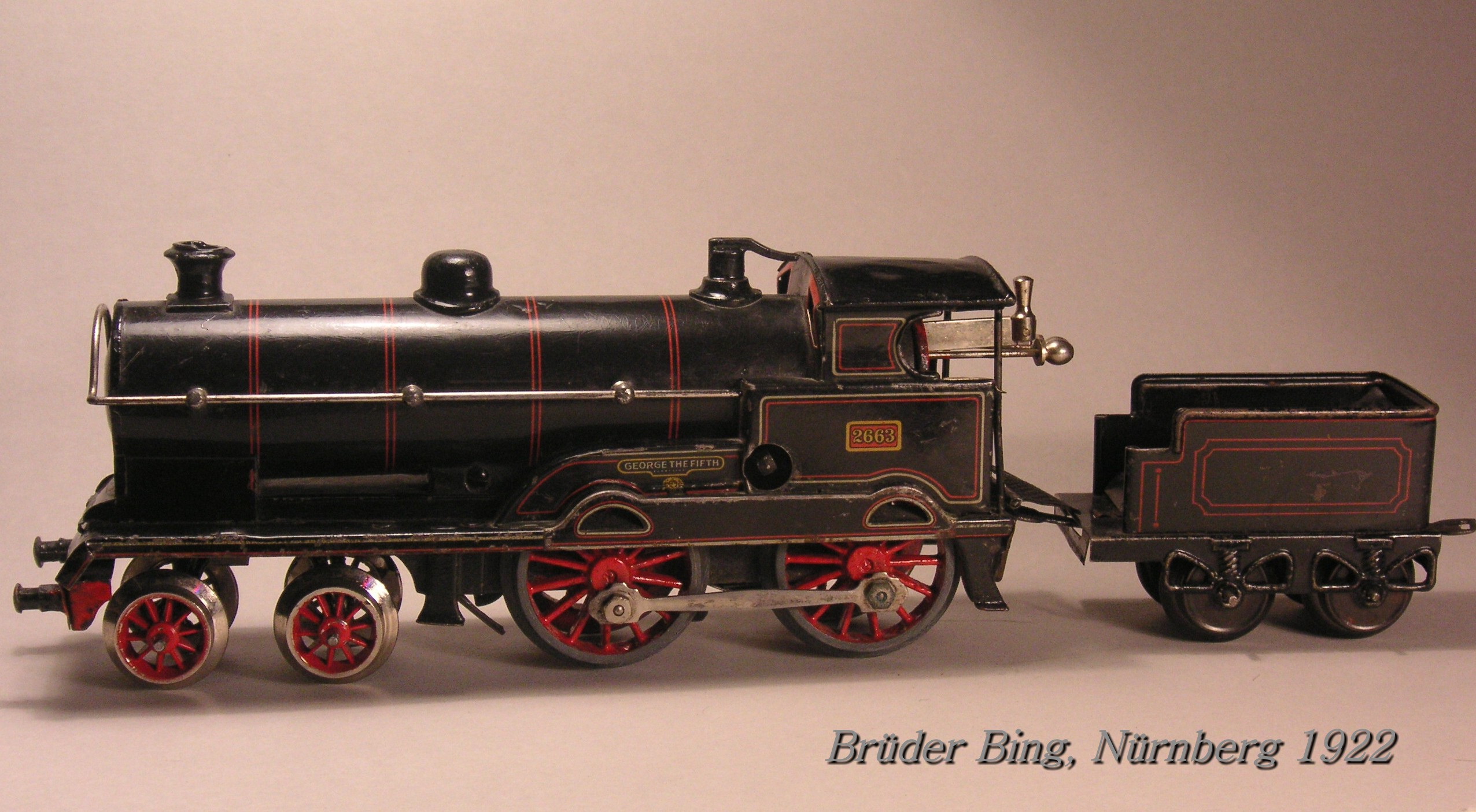
Gebrüder Bing, Uhrwerk-Lok Spur 0, George the Fifth, ca. 1922

Die Blecheisenbahnen wurden meistens aus Weissblech (engl. tinplate) gefertigt. In der Anfangszeit wurden die Einzelteile der Lokomotiven, Wagen und Zubehöre aus Blech ausgeschnitten, von Hand bearbeitet, verlötet und handlackiert. Später wurden die Einzelteile ausgestanzt und mittels durch in Löcher gesteckte und dann umgebogene „Blechnasen“ verbunden., wodurch größere Stückzahlen preisgünstig produziert werden konnten. Sie wurden nicht mehr von Hand bemalt, sondern der Schutzlack und die Konturen von Fenstern, Türen u. a. wurden vor dem Ausstanzen auf das Blech gedruckt.

### Bing
1866 gründeten die Gebrüder Ignatz und Adolf Bing einen Einzelhandel mit Spielzeug. Ab 1879 bis 1932 produzierten sie in Nürnberg  selbst Blechspielzeug und Eisenbahnen.
Sie beschäftigten auf ihrem Höhepunkt 5000 Mitarbeiter und hatten somit das größte Unternehmen dieser Art in Europa.
Bing war in den 1920er Jahren Marktführer bei den Blecheisenbahnen. Die Lokomotiven wurden immer besser und realistischer gestaltet und entwickelten sich in Richtung Modelleisenbahnen. Neben den Fahrzeugen und Schienenelementen gab es ein umfangreiches Sortiment an Zubehör und Gebäuden.
Mindestens zwei weitere ehemalige Mitarbeiter von Bing machten sich erfolgreich selbstständig:

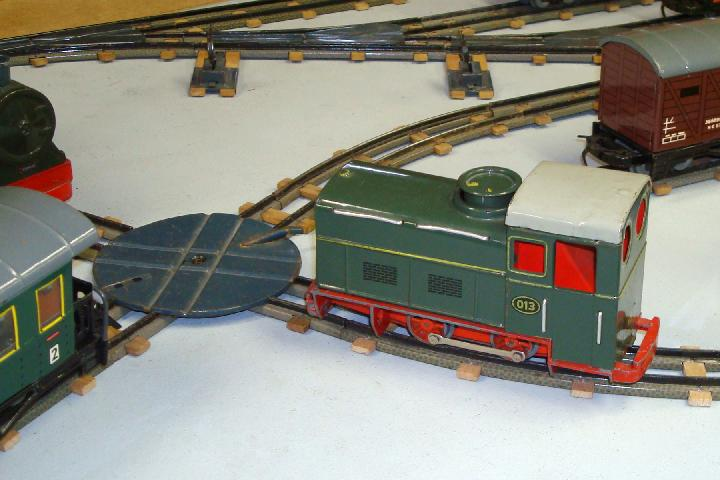
Billerbahn

- 1912 gründete der Mustermacher Heinrich Müller zusammen mit Heinrich Schreyer das Unternehmen Schreyer & Co. Der Name Schuco wurde 1924 eingetragen; das Unternehmen bestand bis 1976. Heute werden Schuco-Replikate hergestellt und verkauft.

- Am 11. Juni 1935 meldete Johann „Hans“ Biller (1898–1980) zusammen mit seiner Frau, rückwirkend zum 2. Mai 1935, in Nürnberg seine eigene Firma an. Ihr bekanntestes Nachkriegsprodukt war die Billerbahn, eine robuste, qualitativ hochwertige Lorenbahn. Hans Biller fabrizierte sein Patentspielzeug als erster in der Größe 0e von 1935 bis 1978. Seine Züge hatten wegen der Variationsmöglichkeiten und der guten Spielbarkeit viel Erfolg. Dies lag unter anderem an dem als Antrieb der Lokomotiven eingebauten Uhrwerk. Das Unternehmen ging 1977 in Konkurs.[4]

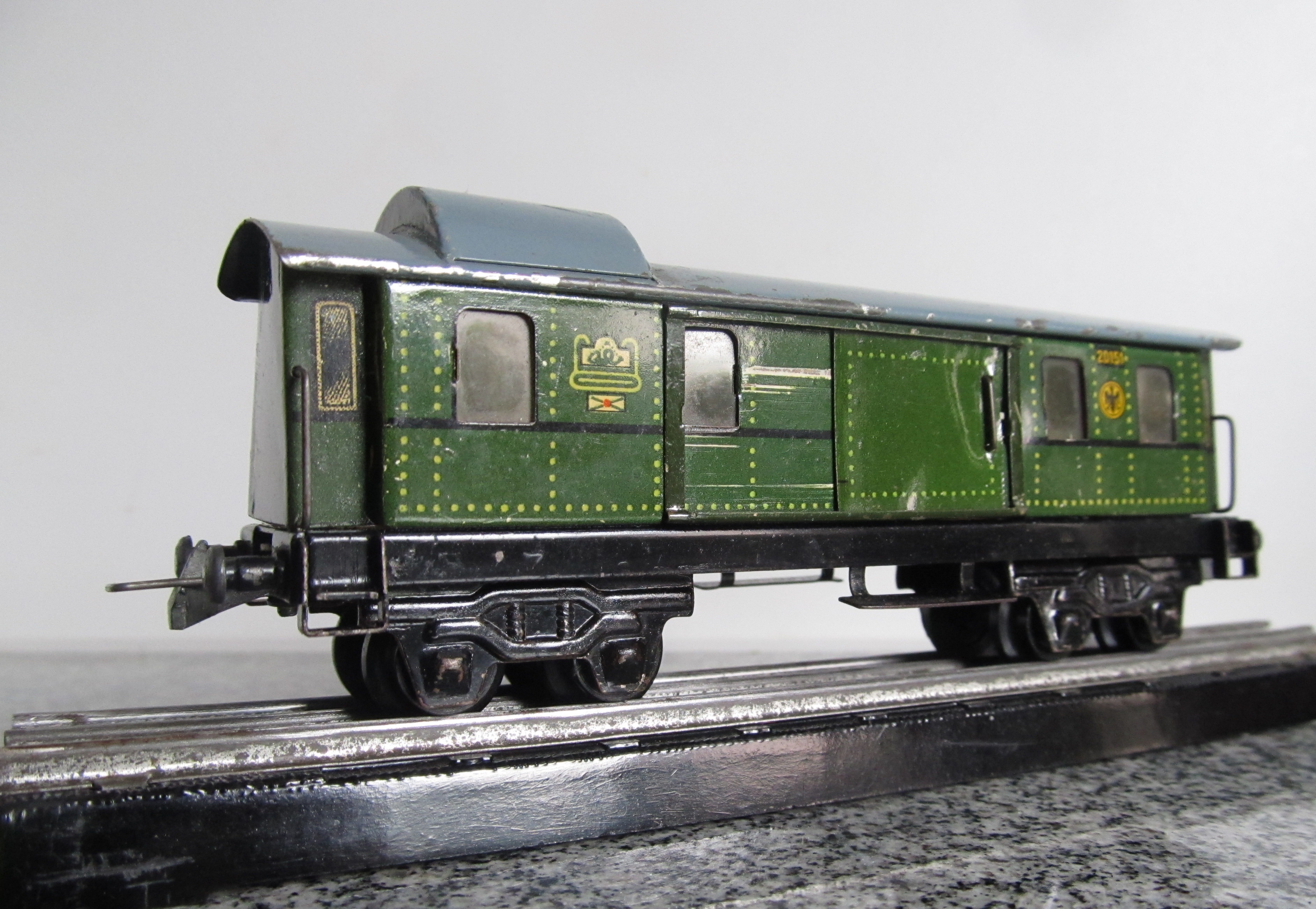
TRIX Express Gepäckwagen (ab 1935)

### Trix
→ Hauptartikel: Trix
Das Unternehmen ging aus der Firma Bing hervor und brachte zur Leipziger Frühjahrsmesse 1935 die erste Spielzeugeisenbahn in der Spur 00 unter dem Namen TRIX Express heraus. Mit der Vorstellung der Trix-Express Modellserie im annähernden Maßstab 1:90 gelang dem Unternehmen als erstes der Schritt von der Spielzeug- zur Modelleisenbahn.

### Märklin

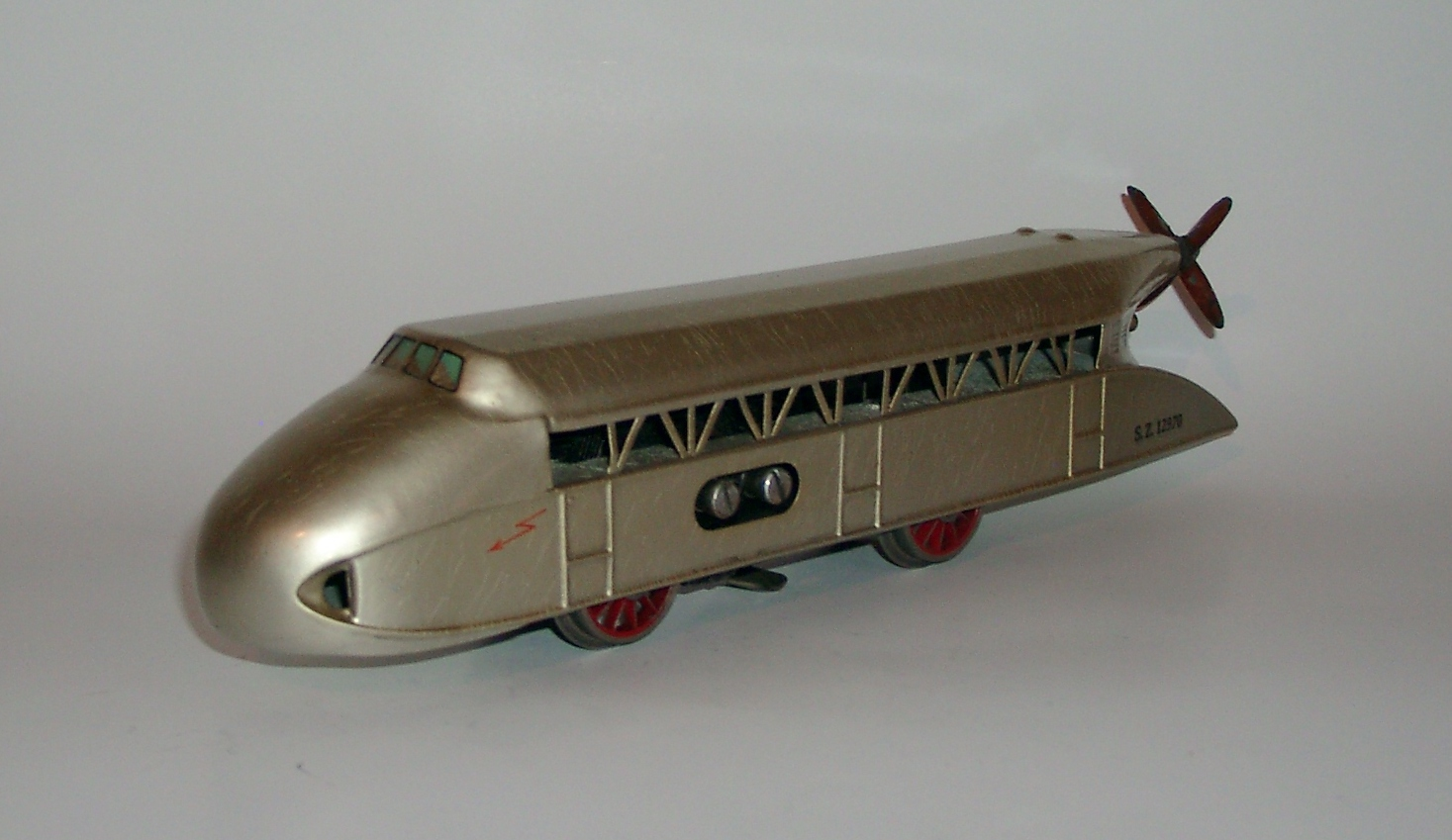
Schienenzeppelin S.Z. 12970 der Fa. Märklin

Die 1856 gegründete Göppinger Firma Gebrüder Märklin & Cie. erzeugte ab 1891 Blecheisenbahnen in der Spurweite 0. Das Unternehmen wurde schnell einer der größten und bedeutendsten Hersteller von Spielzeugeisenbahnen und prägte die Entwicklung der Spielzeugeisenbahn nachhaltig. Lange Zeit wurde die Spur 1 bevorzugt, daneben gab es aber auch ein breit gefächertes Sortiment in Spurweite 0. Märklin erzeugte Blecheisenbahnen mit Uhrwerk-, Elektro- und Echtdampf-Antrieb. Der endgültige Durchbruch gelang der Firma mit der Vorstellung der Tischeisenbahn in Spurweite 00 im Jahre 1935.

### Weitere deutsche Hersteller von Blecheisenbahnen
- Jos. Kraus u. Co., Nürnberg
- Karl Bub, Nürnberg
- Heinrich Wimmer Blechspielwarenfabrik, Nürnberg (HWN)
- Konrad Dressler, Nürnberg
- Carl Liebmann später: VEB Metallwarenfabrik Stadtilm, Stadtilm
- Jean Schoenner, Nürnberg
- Ernst Plank KG, Nürnberg
- Georges Carette & Cie., Nürnberg
- Johann Andreas Issmayer, Nürnberg
- Johann Distler KG, Nürnberg
- Doll & Co., Nürnberg
- Cabo, Carl Bochmann, Dresden
- Josef Falk, Nürnberg
- Kibri, Kindler & Briel, Böblingen
- Trix, Nürnberg

### Österreichische Hersteller
Österreich wurde traditionell von deutschen Firmen wie Bing oder Märklin beliefert, daneben gab es jedoch auch einige einheimische Hersteller von Blecheisenbahnen.
- Ditmar (Austria Email), Wien (1948–1955)
- Gnadler, Wien
- ELME, Wien
- Herkules, Wien
- LÖMA, Wien

## Sonstige Spielzeugeisenbahnen

### LEGO-Eisenbahn

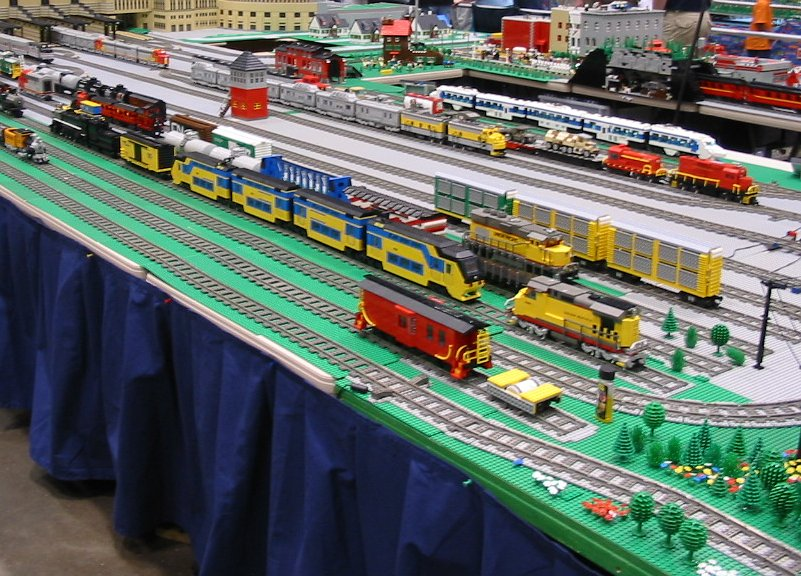
LEGO-Ausstellungs Eisenbahnanlage in Cincinnati, Ohio (USA) 2005

Die Eisenbahn von Lego ist Bestandteil des Systems der Lego-Bausteine. Da die Züge mit Lego-Steinen zusammengesetzt werden, kann das Kind die Modelle abändern und eigene Ideen einfließen lassen. Gegenüber der Holzeisenbahn bieten die Modelle zusätzliche Spielemöglichkeiten, z. B. Öffnen verschiedener Türen und Luken.
Die Legoeisenbahn war von Anfang an als elektrische Eisenbahn konzipiert. Die blauen Kunststoffschienen der ersten Modellreihen erlaubten nur den Betrieb mit batteriebetriebenen Lokomotiven. Später wurde eine Möglichkeit angeboten, zweipolige Stromschienen und die Loks mit Schleifkontakten zur Stromaufnahme nachzurüsten, um den batterielosen Betrieb mit Transformator zu ermöglichen. Eine Zeit lang wurden leitfähige Schienen verkauft. Sie konnten ohne separate Stromschienen mit einem Transformator verwendet werden. Ganz aktuell werden wieder ausschließlich nicht leitfähige Plastikschienen für Batteriebetrieb und Fernsteuerung angeboten. Seit 2018 wird der Bluetooth-Standard für die Funkübertragung eingesetzt, so dass zur Fernsteuerung keine dedizierte Fernbedienung mehr notwendig ist.
Für Lego duplo gibt es auch eine batteriebetriebene elektrische Eisenbahn, die zu den entsprechenden Duplo-Bausteinen passt. Die Schienen und Fahrzeuge der Lego- und der Duplo-Eisenbahn sind nicht kompatibel, obwohl sie vom selben Hersteller stammen.

### Playmobil

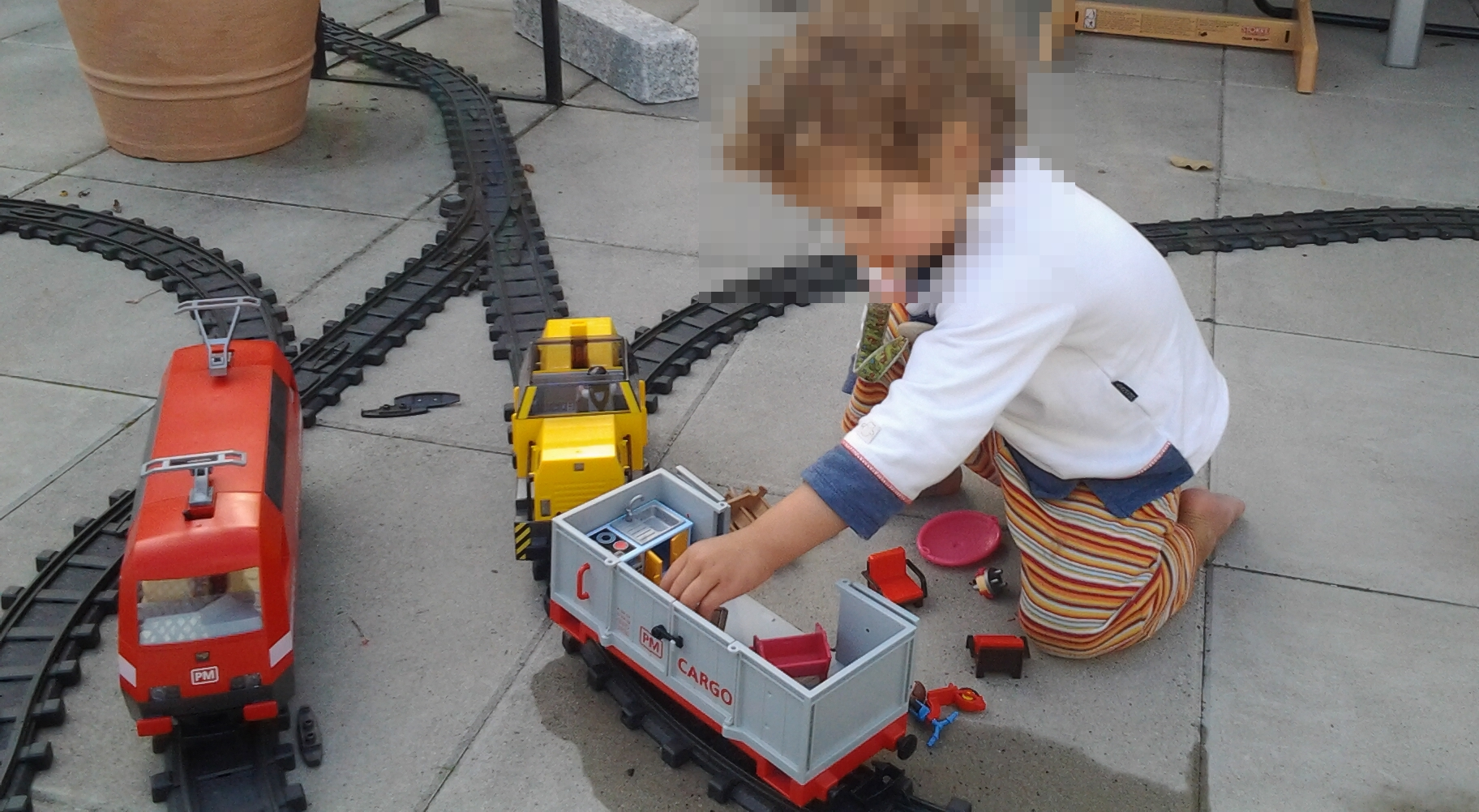
Kind spielt mit der Playmobil-Eisenbahn mit Kunststoffschienen.

Ähnliche Möglichkeiten bietet die Eisenbahn des Spielsystems Playmobil, das ab 1980 angeboten wurde. Ursprünglich fuhren die Züge auf stromführenden Schienen; dafür wurde eine Kooperation mit LGB eingegangen. Ab 1997 ging Playmobil eigene Wege; verwendet wurden nun Kunststoffschienen und batteriebetriebene Lokomotiven mit Funkfernsteuerung; die Spurweite blieb gleich.

### Sogenannte Kaufhaus-Eisenbahnen (Sortimentsbahnen)

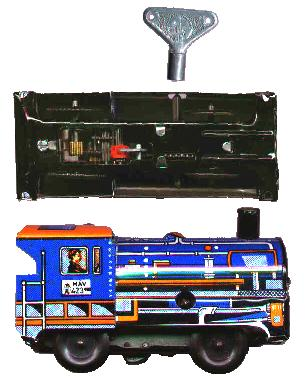
Blechlokomotive zum Aufziehen

In den 1930er bis 1960er Jahren, aber auch noch heute, gab und gibt es eine Vielzahl von Herstellern, die vereinfachte Spielzeugeisenbahnen in Blech- und später auch Kunststoffbauweise herstellten. Diese Spielzeugeisenbahnen sollten sich durch sehr niedrige Preise von den damals bereits sehr verbreiteten Modelleisenbahnen absetzen und vor allem einer breiteren Bevölkerungsschicht zugänglich werden. Ein Beispiel dafür ist die Fa. Konrad Dressler.
Zumeist wurden komplette Zugpackungen (1 Lok evtl. mit Tender, 2 oder 3 Waggons, 1 Schienenkreis, 1 Trafo) verkauft. Zubehör musste extra gekauft werden.

### Sonstige
Für Kleinkinder gibt es Eisenbahnen aus Holz und Kunststoff als Schiebe- oder Nachziehspielzeug, die ohne Schienen auskommen. Ein bekanntes Beispiel ist die Explore-Eisenbahn von LEGO.
Weitere Beispiele von Plastiksystemen mit Erweiterungssortimenten sind z. B. die Bahn von Wader oder Plarail (Tomica World) von Tomy.

## Museen
Zahlreiche deutsche Museen zeigen einen großen Fundus des vorwiegend historischen Spielzeuges. Darunter ist besonders das Nürnberger Spielzeugmuseum und das Deutsche Spielzeugmuseum in Sonneberg zu nennen.